# テ・ケロ テ・アモ 〜夏の夏の恋〜
「テ・ケロ テ・アモ 〜夏の夏の恋〜」（て・けろ て・あも なつのなつのこい）は、北原愛子の9thシングル。

## 解説
- 当初は「テ・キエロ テ・アモ ～夏の夏の恋～」だった。
- シングルとしては『虹色にひかる海』以来の夏の曲（初出はデビュー曲の『grand blue』）。

## 収録曲
1. テ・ケロ　テ・アモ 〜夏の夏の恋〜
  - 作詞：北原愛子／作曲・編曲：大賀好修
2. fly
  - 作詞：北原愛子／作曲：間島和伸／編曲：小澤正澄
3. また会おうね
  - 作詞：北原愛子／作曲：間島和伸／編曲：小澤正澄
4. テ・ケロ　テ・アモ 〜夏の夏の恋〜 -instrumental-

## タイアップ
- 日本テレビ系「(秘)ひらめ筋」エンディングテーマ（#1）